# Die Dolmetscherin
Die Dolmetscherin ist ein Thriller von Sydney Pollack aus dem Jahr 2005. In den Hauptrollen sind Nicole Kidman und Sean Penn zu sehen.

## Handlung
Silvia Broome ist Dolmetscherin bei den Vereinten Nationen in New York. Ihre Mutter ist Britin, ihr Vater weißer Afrikaner. Zufällig hört sie ein Gespräch mit an, bei dem es um die geplante Ermordung des Staatschefs des fiktiven südafrikanischen Staates Republik Matobo, Dr. Edmond Zuwanie, geht. Er will demnächst vor der Generalversammlung der Vereinten Nationen sprechen. Zuwanie war zunächst als Befreier des Landes gefeiert worden, wandelte sich aber nach und nach zum Unterdrücker und Mörder. Ihm droht deswegen ein Verfahren vor dem Internationalen Strafgerichtshof.
Broome meldet das Ereignis, woraufhin der United States Secret Service eingeschaltet wird. Secret-Service-Agent Tobin Keller misstraut ihr, als er feststellen muss, dass Broome in Matobo aufgewachsen und der größte Teil ihrer Familie durch eine Mine, die von Zuwanies Regime gelegt worden war, ums Leben gekommen ist. Als Broome jedoch von Unbekannten bedroht wird und unabhängige Zeugen dies bestätigen, fasst Keller langsam Vertrauen zu ihr.
Ein Bombenattentat in einem Linienbus tötet einen politischen Gegner Zuwanies sowie einen Kollegen von Keller. Erst kurz zuvor hat Broome den Bus verlassen und überlebt so den Anschlag. Nachdem sich herausstellt, dass auch ihr Bruder bei einem Attentat auf Zuwanies anderen politischen Gegenspieler getötet wurde und ein Freund durch Suizid starb, erklärt Broome Agent Keller telefonisch, „nach Hause“ zurückkehren zu wollen. Hauptaufgabe des Secret Service und Keller ist nunmehr, Zuwanie während seines Aufenthalts in New York zu schützen.
Während Zuwanie seine Rede hält, erschießt dessen Sicherheitschef den vermeintlichen Attentäter. Das Ganze war aber nur ein inszeniertes Täuschungsmanöver: Ein HIV-Infizierter wurde von Zuwanies Sicherheitschef dafür bezahlt, auf den Staatschef zu schießen. In der Waffe befand sich jedoch keine scharfe Munition. Der Sicherheitschef sollte das vermeintliche Attentat in letzter Sekunde verhindern, indem er den Attentäter erschießt. Durch das Überleben eines Attentats hätte Zuwanie der Welt sein hartes Durchgreifen gegen angebliche Terroristen rechtfertigen können, und er wäre möglicherweise dem drohenden Verfahren entkommen.
Silvia Broome hat sich bereits mehrere Stunden vor dem vermeintlichen Attentat im Schutzraum des UN-Gebäudes versteckt und wartet darauf, den nach dem Attentat zum Schutz dort eingeschlossenen Zuwanie alleine stellen zu können. Sie bedroht ihn mit seiner Waffe und konfrontiert ihn mit dem Buch über den Sieg der Diplomatie über die Gewalt, das er geschrieben hatte, als er noch als großer Befreier Matobos galt. Keller trifft ein und überzeugt sie, die Waffe wegzulegen. Broome wird daraufhin aus den Vereinigten Staaten ausgewiesen und geht in ihre Heimat Matobo zurück. Der UN-Sicherheitsrat entscheidet, Zuwanie an den Internationalen Strafgerichtshof zu übergeben.

## Rezeption und Auszeichnungen
Der Film hatte in Deutschland ca. 1,2 Millionen Kinobesucher. Die Deutsche Film- und Medienbewertung FBW in Wiesbaden verlieh dem Film das Prädikat wertvoll.

## Hintergründe
- Der damalige Generalsekretär der Vereinten Nationen, Kofi Annan, gab die Erlaubnis, dass erstmals innerhalb des Hauptsitzes der Vereinten Nationen, darunter im Saal der Generalversammlung, gedreht werden konnte. Sydney Pollack konnte Annan davon überzeugen, dass der Film „für Diplomatie und gegen Gewalt“ stehe.
- Neben dem Land Matobo ist auch der im Film verwendete Dialekt „Ku“ eine Erfindung für den Film. Er wurde von Said el-Gheithy kreiert und beruht auf den Bantusprachen, die in Ost- und Südafrika gesprochen werden.
- Für ihre Rolle lernte Nicole Kidman Flöte spielen und Vespa fahren.
- Regisseur Sydney Pollack ist in einer Nebenrolle als Chef von Sean Penn alias Tobin Keller zu sehen.
- Den Satz „Ihr glaubt wohl, bei einer Lüge nicht erwischt zu werden, sei dasselbe, wie die Wahrheit zu sagen“ verwendete Pollack bereits in Die drei Tage des Condor von 1975.

## Kritiken
„Polit-Thriller mit herausragenden Darstellern, der jedoch inszenatorisch hinter früheren Filmen Sydney Pollacks (etwa Die drei Tage des Condor) zurückbleibt. Die Handlung ist gewollt verwickelt, löst sich dann aber in einem banalen Ende auf, sodass die Chance, die politische Brisanz des Stoffs auszuloten, ungenutzt bleibt. Auch die Liebesgeschichte entwickelt sich nur halbherzig.“